# Daniela Gruber-Pruner

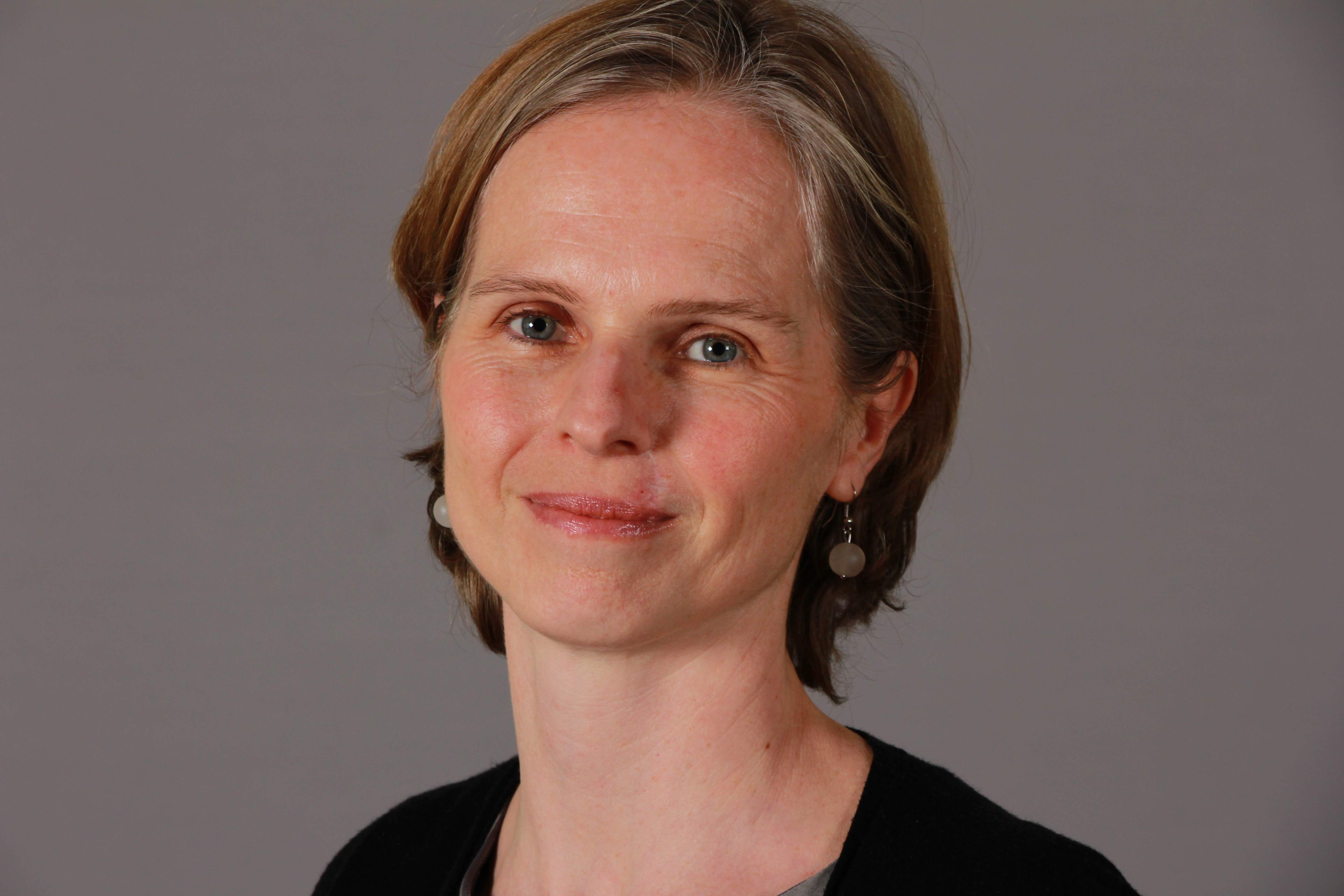
Daniela Gruber-Pruner (2017)

Daniela Gruber-Pruner (* 29. September 1975 in Bregenz) ist eine österreichische Politikerin (SPÖ). Sie gehört seit 2014 dem Bundesrat an.

## Ausbildung und Beruf
Gruber-Pruner schloss 2001 ihr Pädagogik-Studium an der Universität Wien ab. 
Beruflich ist sie für die Österreichischen Kinderfreunde tätig und dort Expertin für Kinderrechte.

## Politische Ämter
Im Jahr 2014 wurde sie zur Vorsitzenden der Kinderfreunde Donaustadt gewählt und im gleichen Jahr als Nachfolgerin von Josef Taucher vom Wiener Landtag in den Bundesrat entsandt.
Die Schwerpunkte der Arbeit von Gruber-Pruner liegen im Bereich Kinder, Jugend und Familie.

## Privates
Daniela Gruber-Pruner ist verheiratet und lebt mit ihren zwei Kindern in Wien.